# 넘버스 (드라마)
《넘버스》(Numb3rs)는 2005년 1월 23일부터 2010년 3월 12일까지 방송된 미국의 텔레비전 드라마이다. FBI 특별수사관인 돈 엡스 (Rob Morrow)와 범죄자의 행동을 예측하는 공식을 이끌어내는 동생인 천재 수학자 찰리 엡스 (David Krumholtz)의 활약을 그리고 있다. 방송 제작은 니콜라스 팔라치 (Nicolas Falacci)와 셰릴 휴턴 (Cheryl Heuton)이 담당하고 있으며, CBS 네트워크에서 방영되었으며, 대한민국에서는 SBS에서 방영되었다.

## 넘버스의 개요
방송에서는 돈 엡스와 동생인 찰리 엡스, 그리고 아버지인 앨런 엡스를 중심으로 로스앤젤레스(LA)에서 발생하는 각종 범죄를 해결해나가는 형제의 모습을 그리고 있다. 이야기의 흐름은 범죄 발생, 돈 엡스가 이끄는 FBI수사팀에 의한 조사, 찰리의 수학적인 분석 등 전형적인 에피소드들로 이루어져 있다. 또한 래리 플라인하트(Peter MacNicol)와 아미타 아마누잔(Navi Rawat)은 범죄를 해결하는 데 중요한 힌트를 제공하는 등 찰리의 수사를 도와주고 있다.

## 넘버스의 등장 인물
| 등장 인물         | 출연 배우         | 출연 성우(SBS) | 극중 배역                  |
| ----------------- | ----------------- | -------------- | -------------------------- |
| 돈 엡스           | 롭 모로           | 신성호         | FBI 수사관                 |
| 찰리 엡스         | 데이비드 크럼홀츠 | 임채헌         | 수학자                     |
| 찰리 엡스         | 데이비드 크럼홀츠 | FBI 컨설턴트   |                            |
| 찰리 엡스         | 데이비드 크럼홀츠 | NSA 컨설턴트   |                            |
| 래리 플라인하트   | 피터 맥니콜       | 장광           | 물리학자                   |
| 래리 플라인하트   | 피터 맥니콜       | FBI 컨설턴트   |                            |
| 앨런 엡스         | 저드 허시         | 한상덕         | 전직 LA 도시 계획 국장     |
| 아미타 라마누잔   | 나비 라왓         | 윤성혜         | 수학자                     |
| 아미타 라마누잔   | 나비 라왓         | FBI 컨설턴트   |                            |
| 테리 레이크       | 사브리나 로이드   | 윤소라         | FBI 프로파일러 (시즌 1)    |
| 메건 리브스       | 다이앤 파         | 배주영         | FBI 프로파일러 (시즌 2 ~ ) |
| 데이비드 싱클레어 | 알리미 밸러드     | 이상훈         | FBI 수사관                 |
| 콜비 그레인저     | 딜런 브루노       | 최원형         | FBI 수사관                 |
| 리즈 워너         | 스미카 아야       |                | FBI 수사관                 |
| 니키 비턴코트     | 소피 브라운       |                | FBI 수사관                 |

## 넘버스와 수학
컨설턴트로서 여러명의 수학자가 각종 에피소드에서 협력하고 있다. 드라마 속에서 등장하는 수학 공식들은 현실에서도 사용되는 것이며, 칠판에 쓰여진 방정식 또한 마찬가지로 드라마속 내용에 실제로 적용이 가능한 것들이다.

## 넘버스의 방영 목록
- List of Numb3rs episodes
  - Numb3rs (Season 1)
  - Numb3rs (Season 2)
  - Numb3rs (Season 3)
  - Numb3rs (Season 4)
  - Numb3rs (Season 5)
  - Numb3rs (Season 6)